# Distintivo

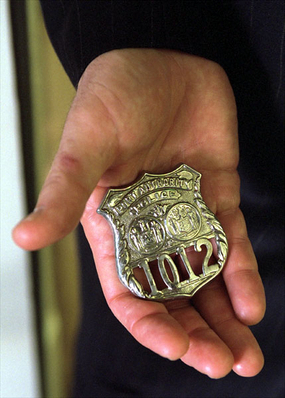
Distintivo do Port Authority of New York and New Jersey Police Department.

Um distintivo é um ornamento, insígnia honorífica ou acessório que é apresentado ou exibido para indicar alguma realização notável em serviço; um símbolo de autoridade concedido através de um juramento (por exemplo, entre algumas corporações policiais e corpos de bombeiros); uma indicação de exercício legítimo de cargo ou de status estudantil ou como simples meio de identificação (ver crachá). Também são usados em propaganda e publicidade.
Distintivos podem ser feitos de uma ampla gama de materiais, tais como metal, plástico, borracha, couro e tecido (emblemas). Distintivos de tecido, por exemplo, podem ser costurados ou bordados na roupa.
Segundo a lei federal brasileira, a comercialização de uniformes, distintivos e insígnias utilizados pelas Forças Armadas, pelos órgãos de segurança pública federais e estaduais, inclusive corporações de bombeiros militares, e pelas guardas municipais far-se-á exclusivamente em postos e estabelecimentos credenciados pelo respectivo órgão público.

## Uso
Nos meios militares, distintivos são usados frequentemente para indicar qualificações recebidas através de treinamento. De modo similar, organizações de escotismo usam-nos para representar vinculação a um grupo e posto.
Um dos distintivos mais conhecidos é a típica estrela de xerife estadunidense, tornada famosa por muitos filmes de faroeste.

## Outros tipos de distintivos
Plaquetas de identificação fornecidas por fabricantes de microprocessadores e placas de vídeo também costumam ser usadas como distintivos em computadores. São pequenas peças adesivas confeccionadas em acrílico, com 3 mm de espessura e medindo 3 cm x 3 cm. Os gabinetes de computador modernos costumam ser fabricados com uma indentação no painel frontal para facilitar a afixação de tais distintivos.
Em locais de trabalho, empregados frequentemente recebem um distintivo, conhecido por "crachá", para identificá-los. Crachás também são utilizados em instituições de ensino superior e hospitais. O objetivo é diferenciar trabalhadores autênticos de impostores.

## Coleções
Distintivos tornaram-se itens de colecionador: no Reino Unido, por exemplo, o Badge Collectors' Circle, uma associação de aficcionados, existe desde 1980.
O programa infantil Blue Peter da BBC também presenteia pessoas do público que participam do show com o "Blue Peter Badge". Como estes distintivos não estão à venda – exceto através das pessoas que os receberam no programa – tornaram-se objeto do desejo de muitos colecionadores britânicos.